# Picea sitchensis

Picea sitchensis é uma árvore conífera da família Pinaceae.
Produz uma madeira conhecida como Sitka Spruce, utilizada na confecção de violões.
Picea sitchensis é o terceiro maior ser vivo da Terra atrás apenas da sequóia e do eucalipto.